# Doze Ribeiras
Doze Ribeiras é uma freguesia portuguesa do município de Angra do Heroísmo, na ilha Terceira, Região Autónoma dos Açores, com 10,37 km² de área e 431 habitantes (censo de 2021). A sua densidade populacional é 41,6 hab./km².
A freguesia situa-se no oeste da ilha Terceira, na encosta da Serra de Santa Bárbara, a cerca de 19 km da cidade de Angra do Heroísmo. Confina a norte com a freguesia da Serreta, a oeste com o mar, a sueste com a freguesia de Santa Bárbara e, ao longo dos bordos da Caldeira de Santa Bárbara, a nordeste, com a freguesia dos Altares.
É uma freguesia relativamente antiga, fundada no ano de 1684 por autonomização da parte norte da paróquia de Santa Bárbara das Nove Ribeiras.
O topónimo Doze Ribeiras resulta do centro urbano da freguesia se situar Às Doze Ribeiras por ser atravessado pela Ribeira das Doze, a décima-segunda ribeira que se encontra percorrendo a costa da ilha desde Angra do Heroísmo para oeste.

## Descrição geral
A freguesia de São Jorge das Doze Ribeiras situa-se no extremo oeste da ilha Terceira, ocupando os contrafortes voltados a sudoeste da Serra de Santa Bárbara.  O seu território desenvolve-se sobre a vertente ocidental do maciço vulcânico da Serra de Santa Bárbara, desde as barrocas do mar até à cumeada que constitui o bordo ocidental da Caldeira de Santa Bárbara, entre 950 e 1 000 m de altitude.
O território da freguesia das Doze Ribeiras tem uma configuração grosseiramente triangular, com a parte mais larga no extremo sudoeste, na costa da ilha, estreitando progressivamente à medida que sobe em direcção à cumeeira da Serra de Santa Bárbara.
O terreno é muito declivoso, especialmente na parte mais alta, em torno do marco geodésico da Serra Alta das Doze a 961 m de altitude acima do nível médio do mar. Na parte mais baixa existem múltiplas rechãs e alguns pequenos cones vulcânicos secundários alinhados sobre um sistema de fracturas radial centrado na Caldeira de Santa Bárbara (Pico das Dez com 461 m de altitude; Outeiro das Doze com 215 m de altitude).
Em resultado do declive acentuado e da elevada pluviosidade nas encostas da Serra, o território da freguesia tem uma elevada densidade de drenagem estruturada numa rede radial de cursos de água efémeros que nascem na cumeeira da Serra de Santa Bárbara. Entre estes, destacam-se, pela dimensão das suas bacias hidrográficas e pelos caudais que transportam após as chuvadas, as ribeiras das Doze e das Dez.
A costa é formada por uma arriba alta, com falésias sempre acima dos 100m, pouco recortada, do cimo das quais as ribeiras se precipitam formando altas cascatas.
As terras mais altas são ocupadas por matos naturais, incluindo manchas de laurissilva e densos povoamentos de cedro-do-mato (Juniperus brevifolia (Seub.) Antoine). As altitudes intermédias são ocupadas por pastagens semi-permanentes, situando-se nas encostas mais baixas, em geral entre a povoação e o mar, a maioria dos terrenos de cultivo, intercalados por parcelas de pastagem.
Situa-se na freguesia das Doze Ribeiras a zona povoada de maior altitude da ilha, o Cabo das Casas, com habitações sitas acima dos 300 m de altitude. Toda a freguesia é alta, comparada com os restantes povoados da ilha, razão pela qual é conhecida por ser uma freguesia fria, bonita, cheia de luz e do ar fresco que desce da serra.

### Estrutura urbana
A estrutura do povoamento na freguesia das Doze Ribeiras é linear, com a grande maioria das habitações concentradas ao longo da estrada que liga Angra do Heroísmo ao oeste da ilha. São poucas as casas que se desviam deste padrão, já que as canadas existentes são curtas e comparativamente pouco povoadas. A única excepção é a crescimento do povoado ao longo da estrada que liga as Doze Ribeiras à Terra Chã, exibindo aí também um povoamento linear em tudo semelhante ao que existe ao longo da estrada principal. Em consequência, a freguesia é constituída por um lugar único, embora disperso linearmente ao longo de cerca de 5 km de estrada.

## Demografia
A população registada nos censos foi:
| Distribuição da População por Grupos Etários | Distribuição da População por Grupos Etários | Distribuição da População por Grupos Etários | Distribuição da População por Grupos Etários | Distribuição da População por Grupos Etários |
| -------------------------------------------- | -------------------------------------------- | -------------------------------------------- | -------------------------------------------- | -------------------------------------------- |
| Ano                                          | 0-14 Anos                                    | 15-24 Anos                                   | 25-64 Anos                                   | > 65 Anos                                    |
| 2001                                         | 81                                           | 82                                           | 266                                          | 130                                          |
| 2011                                         | 74                                           | 49                                           | 289                                          | 101                                          |
| 2021                                         | 51                                           | 34                                           | 254                                          | 92                                           |

A evolução da freguesia das Doze Ribeiras foi marcada pela emigração, primeiro para o Brasil, depois para os Estados Unidos e finalmente para o Canadá e pelas consequências do sismo de 1 de Janeiro de 1980, que arrasou a localidade. Ao longo do século XX, a população da freguesia foi controlada pelas políticas de imigração dos Estados Unidos: a entrada em vigor do Johnson-Reed Act, fixando quotas que excluíam quase totalmente os cidadãos portugueses, restrição que se prolongou até depois da Segunda Guerra Mundial, induziu um forte crescimento da população, que se prolongou até meados da década de 1960; depois, graças à facilitação da emigração açoriana para os Estados Unidos em consequência do Kennedy-Pastore Act, a população entrou em rápido declínio. Essa perda demográfica foi acentuada pelas consequências do sismo de 1980, que ao destruir mais de 90% do parque habitacional da freguesia forçou boa parte da população a fixar-se noutras localidades.

### Economia
A economia das Doze Ribeiras, tal como a das freguesias vizinhas, é dominada pela agro-pecuária, centrada quase exclusivamente na produção de leite e lacticínios. O efectivo bovino da localidade é grande, sendo a ocupação do superfície agrícola útil dominada pelas pastagens semi-permanentes e pela cultura de milho para silagem. A agricultura de subsistência, baseada na produção de vegetais para auto-consumo, quase desapareceu face à crescente importância da bovinicultura.
Paralelamente à actividade agro-pecuária, existem algumas pequenas estruturas comerciais e cafés. Uma parte importante dos habitantes da freguesia, particularmente os mais jovens, trabalham na cidade de Angra do Heroísmo e, em menor escala, na Base das Lajes.
Em tempos a freguesia foi um importante centro de produção de tremoço, que exportava para as ilhas vizinhas, e de semente da trevina (Lotus uliginosus Schkuhr), culturas hoje totalmente desaparecidas.

## História
O povoamento da zona oeste da ilha Terceira iniciou-se nos finais do século XV, quando as terras das vertentes da Serra de Santa Bárbara foram distribuídas em sesmaria por João Vaz Corte-Real, então capitão-do-donatário em Angra.
A maioria dos povoados ficaram estruturados na década de 1510. Os condicionalismos da topografia local e a escassez de nascentes de água, levou a que o povoamento assumisse ali um carácter linear, ao longo do caminho que partindo de Angra se dirigia para oeste, fixando-se os povoadores nas margens das ribeiras, nas imediações do local onde estas eram atravessadas por aquele caminho, pois sendo a região muito pobre em nascentes, os habitantes eram obrigados a recorrer à água das ribeiras, elas também efémeras já que durante o Verão raramente correm.
Essa vasta zona, que vai de São Bartolomeu dos Regatos até à Serreta, no extremo oeste da ilha, ficou assim estruturada em torno das ribeiras, que foram numeradas de leste para oeste, isto é de Angra para a Serreta, dando origem a topónimos como Cinco Ribeiras, Nove Ribeiras ou Doze Ribeiras. O centro administrativo e religioso da região acabou por se centrar na igreja de Santa Bárbara, às Nove Ribeiras, sendo formada, em data anterior a 1489, uma imensa paróquia que ia desde a Cruz das Duas Ribeiras até ao Biscoito da Serreta.
Um desses lugares, situado Às Doze Ribeiras, isto é nas margens da décima-segunda ribeira contada desde Angra, assumiu alguma importância por nele ter sido erguida, no ano de 1526, uma pequena ermida tendo por orago o invicto São Jorge, provavelmente inspirado na presença constante da ilha de São Jorge no horizonte do povoado. A iniciativa da construção da ermida de São Jorge das Doze Ribeiras deve-se a Afonso Lourenço e sua mulher Marqueza Gonçalves Machado, da segunda geração de povoadores, que a instituíram nas propriedades que tinham nas margens da Ribeira das Doze.
Com o crescimento do povoado, a ermida foi no início do século XVII instituída sede de um curato sufragâneo à Igreja Paroquial de Santa Bárbara das Nove Ribeiras, a cuja paróquia pertencia todo o território que se estendia para oeste até ao Biscoito da Serreta, onde a paróquia confinava com a dos Altares. O primeiro cura terá sido Francisco Dias Godinho.
Só nos fins de 1684 se tornou uma paróquia independente, passando a Ermida de São Jorge a paroquial e tendo como primeiro vigário o padre Manuel Tristão de Melo, antigo cura de Santa Bárbara. O primeiro registo de baptismo na nova paróquia data de 16 de Dezembro de 1684. A nova paróquia tinha por limites a décima ribeira (a Ribeira das Dez), que ainda hoje a separa de Santa Bárbara, e a rocha do Peneireiro, no Biscoito da Fajã, onde a ilha vira a noroeste, que a separava do Raminho dos Folhadais, então curato dos Altares. Estes limites mantiveram-se até 1862, ano em que a décima-quarta ribeira, a Ribeira das Catorze, passou a ser o limite norte da freguesia em resultado da elevação a freguesia do curato de Nossa Senhora dos Milagres da Serreta.
A primeira igreja paroquial foi construída sobre a Ermida de São Jorge, que foi sofrendo sucessivas ampliações a partir de 1707, ano em que foi profundamente modificada, subsistindo até 1893, quando em consequência do violento furacão de 28 de Setembro daquele ano ficou severamente danificada, sendo então demolida e substituída por uma nova igreja, cuja primeira pedra foi lançada em 1896.
O cemitério paroquial foi inaugurado a 3 de Julho de 1786, apesar da lei que proibiu o enterramento nas igrejas só ter sido promulgada a 21 de Setembro de 1835.
A vida da freguesia durante o século XVIII é pouco conhecida, sabendo-se que tinha oficiais de milícias, que comandavam as respectivas companhias, e juiz pedânio nomeado pela Câmara Municipal de Angra.
A população da zona oeste do concelho de Angra sempre se dedicou à lavoura, com predomínio para a criação de gado, nomeadamente de ovelhas e porcos, para o que aproveitava os vastos baldios da Serra de Santa Bárbara. Contudo, devido às grandes altitudes e à aspereza dos terrenos, o gado ali produzido era considerado o pior da ilha e a economia da zona foi sempre a mais débil da Terceira. Também a exposição dos campos aos ventos de sudoeste, rumo de onde provém as maiores tempestades que assolam a ilha, causava grande vulnerabilidade às culturas, frequentemente destruídas pela ventania. Em consequência, a freguesia das Doze Ribeiras foi ao longo de todo o século XIX uma das mais pobres do concelho, muito fustigado pelos temporais e pelos resultantes episódios de fome e instabilidade social.
Um dos mais graves surtos de fome ocorreu no Inverno de 1857 e resultou da destruição dos milhos e outras culturas agrícolas causada por um furacão que fustigou a ilha em Agosto daquele ano. Perante a crise, a Junta de Paróquia solicitou ao governador civil do Distrito de Angra do Heroísmo, ao tempo Florêncio José da Silva Júnior, no sentido de serem admitidos mais jornaleiros para os trabalhos de reparação das estradas, cujas obras estavam a decorrer a expensas da Fazenda Nacional, solicitando ainda que a féria semanal fosse aumentada para três moedas. O pedido era justificado pela necessidade de minorar os efeitos dos estragos do ciclone e as consequências de uma fome calamitosa.
Foi para fazer frente às frequentes crises causadas pela perda das colheitas, e às consequentes fomes, que em 1865 foi fundada nas Doze Ribeiras uma Sociedade de Beneficência Mútua. A mutualidade era constituída por proprietários, lavradores e trabalhadores e tinha como fim o auxílio aos associados que sofressem prejuízos nas suas explorações agrícolas, nomeadamente a perda de animais. Ignora-se, porém, a importância que assumiu e o tempo de funcionamento desta Sociedade.
A população das Doze Ribeiras teve um papel activo na resistência dos povos rurais da Terceira à revolta militar que em 1828 implantou o liberalismo na ilha. Em conjunto com a população da Terra Chã, freguesia a que está ligada por um caminho pelo interior da ilha, o povo da freguesia distinguiu-se no apoio aos rebeldes absolutistas capitaneados por João Moniz Corte Real, dando asilo aos desertores do exército liberal e apoiando as suas acções de guerrilha.
O abastecimento de água durante o estio foi sempre um dos problemas das Doze Ribeiras dada a paucidade das nascentes existentes naquela zona da ilha Terceira. Em anos mais secos era necessário recorrer ao transporte de água desde as zonas mais altas da Serra de Santa Bárbara, onde foi tentada a abertura de algumas minas para melhorar os caudais disponíveis, ou então recorrer à água insalubre mantida nos poços das ribeiras (pequenas lagoas que se formam nas zonas onde se formam cavidades impermeáveis, em geral por abrasão da rocha subjacente). Para minorar estes problemas, na década de 1860 foram construídos vários chafarizes pelos serviços distritais de Obras Públicas, sendo o da praça datado de 1863. Estes chafarizes eram abastecidos por tubagens cerâmicas que interligavam uma rede de arquinhas (pontos onde se fazia a compensação de pressão e a derivação) abastecida a partir de nascentes na encosta da Serra de Santa Bárbara. Estes chafarizes, hoje secos, funcionaram durante mais de um século, sendo apenas abandonados na década de 1980 quando foi instalada a distribuição domiciliária de água.
O primitivo cemitério da freguesia, construído na década de 1850, não respeitava as normas legais para inumação de cadáveres. Para evitar que os enterramentos tivessem de se fazer em Santa Bárbara, as forças vivas da freguesia empenharam-se em 1883 na construção de um novo, cujas obras custaram de 115$550 réis, na maior parte pagos por subscrição dos residentes.
A escola primária masculina foi fundada em 1888, seguindo-se, algumas décadas depois, a feminina. O estabelecimento funcionou em diversas casas, transformadas em escolas improvisadas, até ser construído em 1958-1960, pela Junta Geral do Distrito Autónomo de Angra do Heroísmo, um edifício escolar do Plano dos Centenários, com 4 salas de aula, onde as escolas se instalaram. O estabelecimento, inaugurado a 1 de Janeiro de 1960, é hoje parte da Escola Básica e Secundária Tomás de Borba, albergando, para além dos alunos das Doze Ribeiras, os provenientes da freguesia da Serreta, cuja escola encerrou em 2007.
Em 1891 foi construído o actual império do Espírito Santo das Doze Ribeiras, em pedra, um pequeno edifício de grande qualidade e equilíbrio arquitectónico que centra o culto da Irmandade do Divino Espírito Santo das Doze Ribeiras. O edifício já foi desmontado e mudado de lugar duas vezes, a primeira em 1899, aquando da reconstrução da igreja paroquial após o furacão de 1893, passando do lado esquerdo da entrada Canada da Igreja para o lado esquerdo da igreja, posição em que se manteve até 1980. Danificado pelo sismo de 1 de Janeiro de 1980, foi desmontado e reconstruído na actual posição, no lado direito do largo fronteiro à igreja, em 1989.
A freguesia foi duramente atingida pelo Furacão de 1893, um ciclone tropical que a 28 de Agosto daquele ano atravessou o Grupo Central do arquipélago dos Açores como tempestade da categoria 2-3 da escala de furacões de Saffir-Simpson, causando centenas de mortos e a destruição generalizada das culturas e construções. A freguesia das Doze Ribeiras, exposta a sudoeste, foi uma das mais duramente atingidas, tendo a quase totalidade das suas casas destelhadas ou com os tectos de colmo arrancados e a igreja destruída. As obras de reconstrução do templo duraram trinta e nove meses e dez dias, período durante o qual o culto religioso se praticou num barracão para o efeito levantado. Na promoção da reconstrução da igreja, e da freguesia, destacou-se o seu vigário, o padre José Mendes Álvares. A bênção do novo templo ocorreu a 27 de Agosto de 1899, mantendo-se em uso, com poucas alterações, até ser destruído pelo terramoto de 1 de Janeiro de 1980.
Em 1965, num investimento vultoso para a época, os Serviços Municipalizados de Angra do Heroísmo instalaram a rede de distribuição de electricidade púbica na localidade, a qual foi inaugurada a 30 de Maio de 1965. O abastecimento domiciliário de água apenas chegou na década de 1980.
A Junta de Freguesia teve a sua sede inaugurada a 12 de Janeiro de 1969, tendo sido um dos poucos imóveis a sobreviver incólumes ao grande sismo de 1 de Janeiro de 1980. Nele funciona actualmente, para além dos serviços da Junta de Freguesia, a Casa do Povo das Doze Ribeiras, com o seu posto médico e de enfermagem e um centro de convívio para idosos.
As Doze Ribeiras foi a povoação que maior destruição sofreu em consequência do terramoto de 1980, o qual destruiu cerca de 90% do seu parque edificado, incluindo a igreja paroquial. Apesar de um programa específico de apoio, que incluiu a instalação na freguesia de uma fábrica de blocos de betão operada pela YMCA, a localidade perdeu mais de metade da sua população, num processo de recessão demográfica do qual ainda não recuperou.
A igreja paroquial foi reconstruída seguindo, com poucas alterações, a traça do templo destruído. O imóvel reconstruído foi solenemente inaugurado a 23 de Abril de 1986. Apesar disso, a maior partes das casas foi construída seguindo a arquitectura contemporânea, alterando-se a localização em relação à via publica, o que associado à repavimentação e correcção de curvas da estrada que atravessa a freguesia, concluída em 2003, deu à localidade um aspecto totalmente diferentes daquele que tinha antes de 1980.
Entre as instituições da freguesia destaca-se a Sociedade Filarmónica Rainha Santa Isabel das Doze Ribeiras, fundada a 6 de Agosto de 1988, que tem tido um importante papel na dinamização cultural da comunidade, com a sua escola de música e relevantes participações e múltiplos eventos culturais. Outra instituição de relevo é o Grupo Folclórico das Doze Ribeiras, fundado a 23 de Abril de 1974 e reconhecido como pessoa colectiva de utilidade pública em 1993, que tem obtido assinalável relevo a nível local e internacional.

## Personalidades e instituições

### Personalidades ligadas à freguesia
- José Lourenço da Rocha (1768 - 1844) foi um subdiácono natural da freguesia que atingiu notabilidade nas letras e ganhou fama de homem erudito e virtuoso, a ponto de virem pessoas da cidade de Angra do Heroísmo até às Doze Ribeiras para com ele discutirem assuntos considerados complexos. Tinha fama de ser conhecedor profundo do latim e do grego clássico e de falar francês, italiano e espanhol. Era também afamado pelos seus conhecimentos de retórica, filosofia e teologia. O seu nome é lembrado na toponímia do largo fronteiro à igreja paroquial.
- José Mendes Álvares — vigário da freguesia em finais do século XIX e o principal obreiro da reconstrução da igreja paroquial após o grande furacão de 1893.
- Jeremias Machado da Rocha Simões (13 de Março de 1903 — 29 de Julho de 1984) — cónego da Sé de Angra;
- Henrique Rodrigues da Rocha (1901 -?) — monsenhor;
- José Mendes Melo Alves (1936 - 1991) — jurista e político.

### Instituições e vida social da freguesia
A freguesia das Doze Ribeiras é sede de diversas instituições, entre as quais:
- Paróquia Católica de São Jorge das Doze Ribeiras — fundada em finais de 1684, por desanexação do território que constituía a parte oeste da paróquia de Santa Bárbara das Nove Ribeiras, teve os seus limites iniciais fixados entre a Ribeira das Dez e a Rocha do Peneireiro, no extremo da Serreta. Estes limites apenas foram alterados com a criação da paróquia da Serreta, que absorveu a parte ocidental, entre a Ribeira das Catorze e o Biscoito da Fajã. Situada a 16 km da sede do concelho, deve o seu nome a estar sedeada junro À Ribeira das Doze, a 12.ª ribeira a contar de Angra para oeste. O seu orago é São Jorge, por ali ter sido construída no início do século XVI uma ermida sob a invocação daquele mártir, talvez por ser fronteira à ilha de São Jorge que vista daquele ponto ocupa todo o horizonte poente. A capela fora construída nas terras de Marquesa Gonçalves Machado, filha de Gonçalo Anes da Fonseca e de Mécia de Andrade Machado, um dos casais que acompanharam os primeiros capitães do donatário no povoamento da ilha Terceira e que deles recebera grandes extensões de terrenos em sesmaria.[10] Criada a paróquia e com o aumento da população, logo em 1707 foram feitas obras de ampliação da ermida, o que voltou a acontecer por diversas vezes ao longo do século XVIII por forma a acomodar a crescente população.[10] Em 1863 celebrou-se pela primeira vez, com grande pompa, a festa de Nossa Senhora dos Milagres (hoje celebrada na paroquial da Serreta), sendo criada uma Confraria dos Escravos da Senhora, agrupando a melhor aristocracia angrense, que daria anos mais tarde lugar à construção da Igreja de Nossa Senhora dos Milagres da Serreta, então curato das Doze Ribeiras, hoje paroquial da freguesia da Serreta. O templo foi muito danificado pelo furacão de 28 de Agosto de 1893, sendo demolido e substituído por um novo, solenemente bezido a 28 de Agosto de 1899. Este novo templo foi severamente danificado pelo sismo de 1 de Janeiro de 1980, sendo reconstruído, mantendo a arquitectura anterior, e reinaugurado a 23 de Abril de 1986, dia em que a Igreja Católica celebra o mártir São Jorge;
- Junta de Freguesia das Doze Ribeiras, com edifício próprio que partilha com a Casa do Povo. O edifício sede da Junta de Freguesia foi inaugurado a 12 de Janeiro de 1969,[10] sendo um dos raros imóveis que sobreviveu incólume ao sismo de 1 de Janeiro de 1980 que destruiu a quase totalidade dos edifícios da freguesia;
- Casa do Povo das Doze Ribeiras, alojada no polivalente da Junta de Freguesia;
- Grupo Folclórico das Doze Ribeiras, fundado pelo padre João de Brito Meneses é um dos grupos folclóricos mais activos da Terceira, disponde de sede própria, numa casa etnográfica com valor museológico. O grupo foi fundado a 23 de Abril de 1974 e reconhecido como pessoa colectiva de interesse público em Janeiro de 1993.[10] Foi durante muitos anos o único grupo folclórico existente nas comunidades rurais da Terceira e o primeiro a apresentar-se trajando as vestes tradicionais do mundo rural terceirense;
- Sociedade Filarmónica Rainha Santa Isabel, com edifício próprio, incluindo sala de espectáculos com palco;
- Casa da Matança das Doze Ribeiras;
- Escola Básica das Doze Ribeiras;
- Império do Divino Espírito Santo das Doze Ribeiras, com império construído em 1891 e dispensa anexa.

A principal festividade anual da freguesia é a festa do orago, São Jorge, celebrada a 23 de Abril. Celebram-se ainda anualmente a procissão da Penitência, no primeiro domingo da Quaresma e a Procissão dos Abalos, comemorativa da grande crise sismo-vulcânica associada à erupção do Vulcão da Serreta em 1867, celebrada a 2 de Junho. Para além disso comemora-se o Carnaval, com as tradicionais danças e bailinhos, e o Divino Espírito Santo, entre a Páscoa e o Domingo da Trindade.

## Heráldica
A freguesia tem armas aprovadas no ano de 2003, não havendo memória de outras anteriores. As armas são as seguintes:
- Armas: escudo dito português, de prata com três figuras, um dragão, um arado e duas ondas, tudo verde, dispostas 1, 2, 3. Coroa mural de prata de três torres. Lintel de prata com dizeres: Doze Ribeiras.
- Bandeira: Pleno lilás com as armas ao centro. Cordões e borlas de prata e lilás. Haste e lança de ouro.

## Património natural e edificado

### Património natural
- Pico Catarina Vieira
- Serra Alta das Doze
- Pico das Onze

### Património edificado
- Igreja de São Jorge das Doze Ribeiras
- Império do Espírito Santo das Doze Ribeiras

## Cronologia
- 1510 – Referências ao povoado das Doze Ribeiras que o dão como estruturado, embora fazendo parte de Santa Bárbara das Nove Ribeiras.
- 1526 – É erigida no povoado das Doze Ribeiras uma pequena ermida tendo por orago São Jorge.
- 1684 – Fundação das Doze Ribeiras, por autonomização da parte norte da paróquia de Santa Bárbara das Nove Ribeiras.
- 1684 – O povoado das Doze Ribeiras torna-se paróquia independente da de Santa Bárbara das Nove Ribeiras, passando a Ermida de São Jorge a denominar-se Igreja Paroquial de São Jorge das Doze Ribeiras e tendo como primeiro vigário o padre Manuel Tristão de Melo.
- 1684 – 16 de Dezembro – Data de registo do primeiro baptismo efectuado na Igreja Paroquial de São Jorge das Doze Ribeiras.
- 1828 – Dá-se uma participação efectiva da população das Doze Ribeiras durante a resistência dos povos rurais da Terceira à revolta militar que neste implantou o liberalismo na ilha.
- 1850 – Problemas com o primeiro cemitério das Doze Ribeiras que não respeitava as normas legais para inumação de cadáveres, levado a que a população em 1883 tivesse de construir outro.
- 1857 – agosto – Um furacão de grandes proporções destrói as culturas um pouco por toda a ilha Terceira, levando a que a freguesia das Dose Ribeiras fosse severamente atingida, levando a grande fome na freguesia.
- 1860 – É construído nas Doze Ribeiras uma rede chafarizes pelos serviços distritais de Obras Públicas, sendo o chafariz da praça central da localidade datado de 1863.
- 1864 – Foi realizado o primeiro recenseamento populacional na freguesia das Doze ribeiras pelos modernos critérios demográficos.
- 1865 – É fundada nas Doze Ribeiras para fazer frente às frequentes crises causadas pela perda das colheitas como aconteceu em 1857 devido a um furacão, a Sociedade de Beneficência Mútua.
- 1883 – Construção do cemitério das Doze Ribeiras de acordo com a legislação vigente, dado que o mais antigo, datado de 1850, não respeitava as normas legais para inumação de cadáveres.
- 1888 – Fundação da escola primária masculina das Doze Ribeiras, que algumas décadas depois se seguiu a feminina. O estabelecimento funcionou em diversas casas, transformadas em escolas improvisadas, até ser construído em 1958-1960, pela Junta Geral do Distrito Autónomo de Angra do Heroísmo, um edifício escolar do Plano dos Centenários.
- 1893 – agosto – As Doze Ribeiras são fortemente atingidas pelo Furacão de 1893, ciclone tropical que leva a destruição da quase todas as ilhas do Grupo Central do Arquipélago dos Açores, causando centenas de mortos.
- 1893 – agosto – O Furacão que atravessou o Grupo Central dos Açores destruiu a Igreja Paroquial de São Jorge das Doze Ribeiras que só ficou completamente reedificada em 27 de agosto de 1899.
- 1893 – A Igreja Paroquial de São Jorge das Doze Ribeiras foi muito danificada por um furacão ao ponto de ter de ser demolida e substituída por uma nova igreja cuja primeira pedra foi lançada em 1896.
- 1896 – Edificação da nova igreja das Doze Ribeiras, Igreja Paroquial de São Jorge das Doze Ribeiras, destruída em 1896 por um furacão.
- 1899 – 27 de Agosto – É inaugurada a nova Igreja Paroquial de São Jorge das Doze Ribeiras destruída pelo furacão de 1893.
- 1958 – É construída a escola primária definitiva das Doze Ribeiras, dentro do Plano dos Centenários. Esta escola é encerrada em 2007 quando passa a fazer parte da Escola Básica e Secundária Tomás de Borba.
- 1965 – Os Serviços Municipalizados de Angra do Heroísmo instalam a rede de distribuição de electricidade púbica nas Doze Ribeiras.
- 1980 – O terramoto de 1 de Janeiro de 1980 arrasou a maior parte do parque habitacional (cerca de 90%).
- 1980 – O terramoto de 1 de Janeiro de 1980 causa a destruição da Igreja Paroquial de São Jorge das Doze Ribeiras.
- 1980 – Nesta década é instalada a distribuição domiciliária de água nas Doze Ribeiras.
- 1989 – É fundado o Império do Espírito Santo das Doze Ribeiras.